# Rostki (powiat giżycki)
Rostki (niem. Rostken) – osada w Polsce położona w województwie warmińsko-mazurskim, w powiecie giżyckim, w gminie Wydminy.
W latach 1975–1998 miejscowość administracyjnie należała do województwa suwalskiego.
Dawniej majątek ziemski Rostki był administracyjnie złączony z Talkami.
Zobacz też: Rostki.